# Alpaida anchicaya
Alpaida anchicaya este o specie de păianjeni din genul Alpaida, familia Araneidae, descrisă de Levi, 1988.
Este endemică în Columbia. Conform Catalogue of Life specia Alpaida anchicaya nu are subspecii cunoscute.